# Wera Pawlowna Janowa

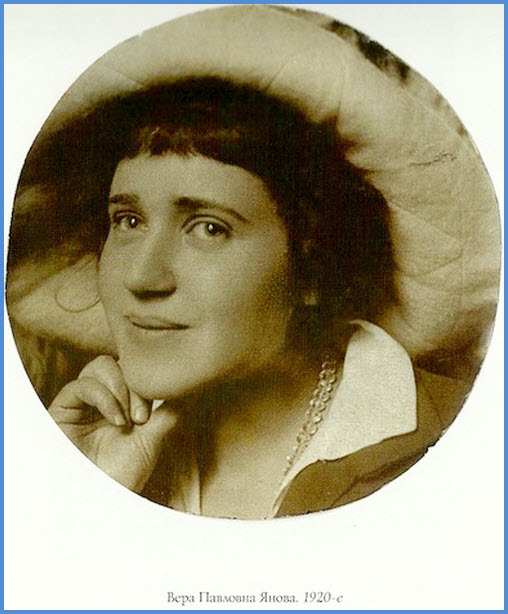
Wera Pawlowna Janowa

Wera Pawlowna Janowa (russisch Вера Павловна Янова; * 21. Septemberjul. / 4. Oktober 1907greg. in Włocławek; † 13. September 2004 in St. Petersburg) war eine russisch-sowjetische Malerin.

## Leben
Janowas Vater war der Ingenieur P. N. Janow, der zur Zeit ihrer Geburt in Włocławek eine Eisenbahnbrücke baute. 1915 kehrte die Familie nach Petrograd zurück. Janowa absolvierte das St. Petersburger Alexander-Mädchengymnasium (jetzt Schule Nr. 211) und studierte dann Architektur am Leningrader Bauingenieurswesen-Institut (LISI). N. A. Tyrsa war einer ihrer Lehrer.
1927 heiratete Janowa den Maler und Grafiker Georgi Nikolajewitsch Traugott (1903–1961), der nach seinem Studium an der Russischen Kunstakademie Mitglied des Vereins der Künstler der Wchutein-Studenten geworden war. So kam es zu einer schöpferischen Zusammenarbeit von Janowa und Traugott mit A. I. Rusakow, G. M. Nemenowa, T. I. Kuperwasser und N. D. Emeljanow aus diesem Kreis. Auch wurden Janowa und Traugott Freunde des Künstlers Wladimir Lebedew und des Dichters Daniil Charms. Janowa malte beständig und näherte sich dem Werk ihres Mannes. Sujets waren häufig Landschaften und auch der Kolchos.
Während der Leningrader Blockade blieb Janowa in Leningrad, diente in einer Minenräumbrigade und malte Stadtlandschaften, Porträts, Selbstbildnisse und fertigte Grafiken an. In dieser Zeit war sie eng befreundet mit den Künstlerinnen T. N. Glebowa und A. W. Schtschekotichina-Potozkaja, dritte Frau des Malers I. J. Bilibin.
Nach dem Krieg ging Janowa entschlossen ihren eigenen Weg und verweigerte sich dem Sozialistischen Realismus. Sie trat in keine Künstler-Organisation ein und beteiligte sich nicht an Ausstellungen. Sie verzichtete auf das Eingehen von Kompromissen, wie es beim Eintritt in die Malerei-Abteilung der Leningrader Künstlervereinigung nötig gewesen wäre, und auf den Gang in den Untergrund in Opposition zur Regierung. Sie arbeitete bis an ihr Lebensende. Dabei änderte sich nur ihre Technik, indem sie nun überwiegend Gouachen und Aquarelle schuf. Seit den 1950er Jahren zeigte sie ihre Werke auf Quartiersausstellungen. Veröffentlichungen ihrer Werke begannen in den 2000er Jahren. Ihre Werke befinden sich in Privatsammlungen in Frankreich, Italien und Russland. Die erste Einzelausstellung mit Janowas Werken fand von August bis Oktober 2012 im St. Petersburger Russischen Museum statt.
Janowas Sohn Waleri Traugot wurde Illustrator. Janowas Brüder waren der TASS-Korrespondent N. P. Janow (1903–1982) und der Künstler K. P. Janow (1905–1996).